# Анин Дом Мечты
«Анин Дом Мечты» — роман канадской писательницы Люси Мод Монтгомери, впервые опубликованный в 1917 году.
Продолжение романа «Аня из Шумящих Тополей». Охватывает период жизни Ани Блайт с 25 до 27 лет.

## Сюжет
Аня и Гилберт женятся и уезжают из Авонлеи за шестьдесят миль, в гавань Четырёх Ветров, где находится их первый дом. Аня, узнав, что этот дом овеян романтическими легендами, вокруг него много деревьев, а рядом с ним есть ручей, заявляет, что Гилберт нашёл для них не что иное, как Анин Дом Мечты.
В Четырёх Ветрах молодые быстро знакомятся со своими ближайшими соседями: старым капитаном Джимом, добродушным смотрителем маяка, немало повидавшем на своём веку, и суровой, но доброй в сердце мисс Корнелией, утверждающей о своей неприязни к мужчинам, либералам и методистам. Единственная соседка, которая упорно не желает даже нанести Блайтам визит вежливости — это некая миссис Лесли Мур, живущая, по словам капитана Джима, со своим мужем. Аня представляет миссис Мур пожилой властной строгой особой, копией миссис Линд, пока не встречает её во время вечерней прогулки. Лесли Мур оказывается золотоволосой необщительной красавицей, которой нет и тридцати. Позже мисс Корнелия рассказывает Ане о тяжёлых потрясениях детства и несчастном замужестве Лесли: девушку выдали замуж по чистому расчёту, её супруг после свадьбы уплыл в путешествие и вернулся потерявшим разум и память после болезни. Лесли приходится ухаживать за ним, и она, стыдясь этого, живёт уединённо и дружит только с мисс Корнелией.
Ане удаётся после нескольких попыток тоже подружиться с Лесли, и девушка (Аня считает, что Лесли, несмотря на брак, всё ещё девушка) становится частой гостьей в Доме Мечты. Узнав о её прошлом, Аня не удивляется и не обижается резкости и скрытности новой подруги. Лесли любит Аню, но в то же время чувствует, что оскорблена её счастьем.
Но и в Анину жизнь приходит горе: её первый ребёнок, девочка Джойс, умирает менее чем через сутки после рождения. Аня долго не может оправиться после потрясения, и трагедия навсегда оставляет след в её душе.
Но вот жизнь в Доме Мечты понемногу входит в колею. Аня поправляется, Гилберт успешно практикует в Четырёх Ветрах и соседней деревушке — Глене св. Марии. Однако вскоре в Доме Мечты чуть не происходит ссора по следующему поводу. Лесли Мур сдаёт комнату приехавшему в Четыре Ветра писателю Оуэну Форду, внуку первых владельцев Дома Мечты, и влюбляется в него. Но одновременно у Гилберта появляется возможность отправить законного мужа Лесли на операцию, которая может вернуть ему разум. Аня, зная о любви Лесли к Оуэну, противится этому, но в итоге Дика Мура всё же решают прооперировать. После операции оказывается, что человек, которого Лесли считала своим мужем Диком — на самом деле Джордж, кузен Дика, похожий на него как две капли воды. Джордж уезжает на родину, а ставшая свободной Лесли обручается с Оуэном Фордом.
Между тем у Ани рождается второй ребёнок, здоровый и крепкий мальчик. Аня называет его Джем — Джеймс Мэтью (в честь капитана Джима и Мэтью Касберта).
А капитан Джим тем временем при содействии Оуэна Форда пишет свою «Книгу жизни», но умирает, перечитывая её, через день после её публикации.
После похорон капитана Джима Гилберт объявляет Ане, что Дом Мечты придётся продать: во-первых, он становится для них тесноват, во-вторых, Гилберту как доктору нужно жить ближе к пациентам. Дом Мечты покупают Лесли и Оуэн, а Гилберт, Аня, Джем и их домоправительница Сюзан Бейкер переезжают в Глен св. Марии, в дом, который называют Инглсайд.

## Основные персонажи
- Аня Блайт (до замужества — Аня Ширли), весёлая молодая женщина, никогда не расстающаяся с миром своего воображения. Иногда пишет литературные зарисовки; бакалавр гуманитарных наук. Очень любила свой Дом Мечты, который ей пришлось покинуть. Жена доктора Гилберта Блайта, мать Джема.
- Гилберт Блайт, молодой, успешно практикующий врач, муж Ани Блайт, отец Джема. Здравомыслящий и практичный, но никогда не препятствует полётам фантазии Ани, которую безумно любит ещё с детства.
- Джем (Джеймс Мэтью) Блайт, сын Ани и Гилберта и первый их выживший ребёнок. Его волосы, к великому огорчению Ани, обещают стать рыжими.
- Капитан Джим Бойд, старый смотритель маяка в Четырёх Ветрах. Дружелюбный и приветливый, «родственная душа» Ани. Никогда не был женат, так как его единственную возлюбленную Маргарет шторм навсегда унёс в лодке в море. Умер, написав свою «Книгу жизни».
- Мисс Корнелия Брайант, сорокалетняя девица, испытывающая неприязнь к мужчинам, либералам и методистам. В конце романа, ко всеобщему изумлению, вышла замуж, вдобавок за ярого либерала. Замужество она объяснила недостатком рабочих рук на ферме.
- Лесли Мур, красавица, раздавленная пережитой в юности смертью семьи и несчастным замужеством. Вышла замуж за Оуэна Форда.
- Сюзан Бейкер, преданная домоправительница Блайтов. Аня сначала не хотела нанимать её, так как не желала впускать кого-то чужого в Дом Мечты, но затем очень привязалась к Сюзан.
- Джойс Блайт, бледная, хрупкая дочка Ани и Гилберта. Умерла, не прожив и суток.

## Другие книги об Ане Ширли
| #                                | Книга                        | Дата опубликования | Возраст Ани Ширли |
| 1                                | Аня из Зелёных Мезонинов     | 1908               | 11—16             |
| 2                                | Аня из Авонлеи               | 1909               | 16—18             |
| 3                                | Аня с острова Принца Эдуарда | 1915               | 18—22             |
| 4                                | Аня из Шумящих Тополей       | 1936               | 22—25             |
| 5                                | Анин Дом Мечты               | 1917               | 25—27             |
| 6                                | Аня из Инглсайда             | 1939               | 34—40             |
| 7                                | Аня и Долина Радуг           | 1919               | 41                |
| 8                                | Рилла из Инглсайда           | 1921               | 49—53             |
|                                  |                              |                    |                   |
| Книги, в которых упоминается Аня |                              |                    |                   |
| #                                | Книга                        | Дата опубликования | Возраст Ани Ширли |
| —                                | Хроники Авонлеи              | 1912               | —                 |
| —                                | Дальнейшие хроники Авонлеи   | 1920               | —                 |
| —                                | Цитируя Блайтов              | 2009               | —                 |